# Volodímir Bieliàiev
Volodímir Bieliàiev   (Mitxúrinsk, 7 de desembre de 1944) és un ex-jugador de voleibol ucraïnès que va competir sota bandera soviètica durant la dècada de 1960.
El 1968 va prendre part en els Jocs Olímpics de Ciutat de Mèxic, on guanyà la medalla d'or en la competició de voleibol. En el seu palmarès també destaca una medalla d'or al Campionat d'Europa de 1967. Posteriorment exercí d'entrenador.